# CLUSTER
CLUSTER (Consortium Linking Universities of Science and Technology for Education and Research) is een netwerk van samenwerkende technische universiteiten in Europa. CLUSTER is opgericht in 1990, om bij te dragen aan de samenleving van de 21e eeuw door middel van opleiding en onderzoek op het hoogste niveau.
In CLUSTER participeren de volgende universiteiten:
- Universitat Politècnica de Catalunya, Barcelona, Spanje
- Technische Universität Darmstadt, Darmstadt, Duitsland
- Trinity College, Dublin, Ierland
- Technische Universiteit Eindhoven, Eindhoven, Nederland
- Institut polytechnique de Grenoble, Grenoble, Frankrijk
- Aalto-universiteit, Helsinki, Finland
- Karlsruher Institut für Technologie, Karlsruhe, Duitsland
- École Polytechnique Fédérale de Lausanne, Lausanne, Zwitserland
- Katholieke Universiteit Leuven, Leuven, België
- Université catholique de Louvain, Louvain-la-Neuve, België
- Instituto Superior Técnico Lisbon, Lissabon, Portugal
- Imperial College of Science, Technology and Medicine London, Londen, Engeland
- Kungliga Tekniska Högskolan Stockholm, Stockholm, Zweden
- Politecnico di Torino, Turijn, Italië